# Praxedis López Ramos
Praxedis López Ramos (Melchor Ocampo, Nuevo León; 21 de julio de 1921 - Ciudad de México, 13 de noviembre de 1967) fue un piloto militar mexicano que se destacó durante la Segunda Guerra Mundial como teniente coronel, volando misiones de combate con el Escuadrón 201 sobre Filipinas.

## Primeros años
Praxedis López Ramos nació el 21 de julio de 1921, en Congregación Charco Redondo, hoy municipio Melchor Ocampo, Nuevo León. Hijo de Lucio López García y Melchora Ramos López. Tuvo 9 hermanos: Alicia, Lucio, Benito, Ernesto, Victoriana, Horacio, Romana, Roberto, Héctor y María Melchora.
La familia emigró a los Estados Unidos en el año 1928, regresando posteriormente a México, aunque esta vez en la ciudad de Nuevo Laredo (Tamaulipas) dos años más tarde. Allí, Praxedis terminó la educación primaria, continuó el resto de sus estudios becado, en la secundaria en la ciudad de Lerdo, la preparatoria en el Distrito Federal. Al terminar la preparatoria, se enroló en la Fuerza Aérea Mexicana, que lo asignó a la Escuela Militar de Aviación localizada en la ciudad de Monterrey. Logró que lo nombraran para terminar su entrenamiento como piloto en la Base Aérea Naval de Corpus Christi, Texas. 
Praxedis obtuvo sus Alas de Piloto en el año de 1943.

## Segunda Guerra Mundial

### Participación en el Escuadrón 201
México, cuya postura en la Segunda Guerra Mundial era neutral y al ser violado el tratado de no agresión por el hundimiento de dos de sus buques, decide el gobierno involucrarse en el conflicto, por propuesta del presidente Manuel Ávila Camacho al participar con la Fuerza Área, se dispuso la formación del Grupo de Perfeccionamiento Aeronáutico (GPA) seleccionándose a los mejores pilotos de la Fuerza Aérea del Ejército Mexicano para formar el escalón de vuelo de este grupo los reclutados fueron divididos en pequeños contingentes que se enviaron a distintas bases y fábricas norteamericanas, con el fin de recibir instrucción en las especialidades necesarias para la integración de una unidad aérea de combate.
López Ramos fue designado en México a la escuela militar en Guadalajara, Jalisco, dónde se enroló para pertenecer al Escuadrón 201 de la Fuerza Aérea Mexicana. Recibió entrenamiento posterior en Ranadallph Field, campo aéreo ubicado en San Antonio, Tex.
Los 42 oficiales y 249 soldados del escuadrón zarparon de los muelles de San Francisco, California el 27 de marzo de 1945, a bordo del barco Fairisle, llegaron a la base aérea estadounidense de Porac, ubicada en la isla de Luzón provincia de Panpaga en Filipinas, al llegar el 2 de mayo de 1945 celebraron la muerte de Hitler en su búnker berlinés la cual fue notificada un día antes, con esta noticia en ese momento existía la esperanza de que se apresurara el fin de la guerra.
Voló en aviones P-47 Thunderbolt, naves ligeras con hélice central y artillería en las alas contra misiones de apoyo aéreo cercano, ayudando así a tropas estadounidenses y filipinas en la liberación del Luzón central y sureño, regiones que habían sido tomadas por los japoneses, quienes tripulaban aviones Messerchmitt Sturvogel, primeras máquinas sin hélices de retropropulsión superiores tecnológicamente, las primeras confrontaciones del Escuadrón 201 comenzaron a los 15 días de arribo a la base de Porac.
López Ramos participó en varias misiones de vuelo en la Escuadrilla "B", tres de las más complicadas fueron: La destrucción de la hidroeléctrica de Karenko, en la isla de Formosa (Actualmente Taiwán). La voladura de un puente sobre el río Marikina, al oriente de Manila; y el aniquilamiento de una unidad nipona que hostilizaba a los defensores de la isla de Luzón.
Después de la bomba atómica y haber sido obligado al gobierno japonés a firmar la rendición incondicional el 2 de septiembre de 1945, al día siguiente el general Tomoyuki Yamashita se rindió junto con las pocas tropas que le quedaban en las Filipinas, la Segunda Guerra Mundial había llegado a su fin.
Los integrantes de la Fuerza Aérea Expedicionaria Mexicana (FAEM) abordaron el buque “Sea Marlin” el 23 de octubre de 1945, arribando el 13 de noviembre a San Pedro, California llegaron a la capital mexicana el 18 de noviembre de 1945.

## Después de la guerra
En 1947 regresó al puerto de Acapulco atendió una concesión de combustibles aéreos; formó con compañeros pilotos una empresa de transportación; sirvió a la campaña nacional contra la fiebre aftosa, Fue nombrado Comandante del Puerto Aéreo de Acapulco, Guerrero. En 1953 se casó en Pinotepa Nacional con la Srita. María Antonieta Rodríguez, con quien procreó seis hijos, Lucio Arturo, María Antonieta, Ricardo, Alejandro Praxedis, Alicia y José Ángel López Rodríguez.
En 1953 el presidente de la República de Filipinas solicitó al gobierno mexicano a través de la Secretaría de Relaciones Exteriores permiso para otorgar una condecoración a los miembros del Escuadrón 201 de la Fuerza Aérea Mexicana por su participación en la Campaña de Liberación de Filipinas en la Segunda Guerra Mundial. El Congreso de la Unión autorizaron al Capitán 1.º Piloto Aviador. Praxedis López Ramos como los miembros del escuadrón, a recibir la condecoración sin perder la ciudadanía mexicana como refiere el artículo 37 de la Constitución Política Mexicana. Reconocimiento que fue entregado en Veracruz el 18 de noviembre de ese mismo año en la conmemoración de su regreso a México, como integrantes de la FAEM fue premiado con ascenso al grado inmediato superior.
López Ramos continuó con la Fuerza Aérea Mexicana. En 1958 fue designado como piloto aviador del Presidente de la República, Adolfo López Mateos. Entre 1964 y 1965 fue comandante del avión presidencial, estuvo a su cargo la supervisión del mantenimiento y seguridad de los aviones. Recibió entrenamiento en San Antonio, Texas en aeronaves de retropropulsión en el año de 1964.
El banquero Carlos Trouyet contrató al teniente coronel López Ramos como piloto instructor de vuelo para el y sus hijos, con licencia del gobierno de la República pasó al servicio particular en el año de 1965.

## Fallecimiento
El 15 de noviembre de 1967 había mal tiempo en la Ciudad de México, los hermanos Carlos y Jorge Trouyet, Praxedis López Ramos y otras dos personas viajaban del Estado de Guerrero a la Ciudad de México, en un avión particular modelo Piper Aztec, en un intento de aterrizar por instrumentos y obedeciendo las torres de control del puerto aéreo de la Ciudad de México, se estrellan en el cerro del Ajusco al sureste de la ciudad, murió el teniente coronel Praxedis López Ramos a los 46 años junto con el resto de los tripulantes.

## Honores
En Nuevo Laredo, Tamaulipas, existe una calle con su nombre.